# Carnezzeria
Carnezzeria (in italiano, Macelleria) è un atto unico della teatrografia di Emma Dante e fa parte di una trilogia dedicata alla famiglia. Della stessa trilogia fanno parte mPalermu e Vita mia. Nel 2007 i tre drammi, tutti e tre in dialetto palermitano come nella tradizione della Dante, sono stati pubblicati nel volume Carnezzeria: trilogia della famiglia siciliana edito da Fazi.

## Trama
Il dramma, unico nella trilogia che utilizza anche la lingua italiana, narra la storia di tre fratelli e una sorella che, dalla morte dei loro genitori, vivono una realtà quotidiana fatta di soprusi e violenze familiari, perpetrate dai tre nei confronti di Nina, ragazza ritardata e voce narrante dell'intero atto unico. La donna, incinta di uno dei fratelli, per avere la colpa di essere troppo docile viene continuamente violentata, malmenata e offesa dai tre, soprattutto dal maggiore, Paride, il cui ruolo di carnefici va a sostituire quello che aveva nel passato il loro violento padre. Per la durata dell'intera rappresentazione Nina, vestita da sposa, propone episodi passati della famiglia mentre i tre tentano di zittirla, arrivando a malmenare il nascituro, ancora nel grembo materno, che urla per liberarsi da quella prigione al contrario della donna, che non denuncia ciò che accade entro le mura domestiche.

## Edizione
- Carnezzeria: trilogia della famiglia siciliana, prefazione di Andrea Camilleri, 2007, ISBN 978-88-8112-891-4.[1]